# Villiers-Saint-Fréderic
 Villiers-Saint-Fréderic  es una población y comuna francesa, en la región de Isla de Francia, departamento de Yvelines, en el distrito de Rambouillet y cantón de Montfort-l'Amaury.
Para el nombre se usan las formas Villiers-Saint-Fréderic y Villiers-Saint-Frédéric.

## Demografía
| 766 | 946 | 1198 | 1410 | 2306 | 2386 |
| Para los censos de 1962 a 1999 la población legal corresponde a la población sin duplicidades (Fuente: INSEE [Consultar]) |     |      |      |      |      |